# Scener fra en hjemmefødsel
Scener fra en hjemmefødsel er en dansk dokumentarfilm fra 1992 instrueret af Iben Niegaard.

## Handling
En enkel skildring af en fødsels forløb i et privat hjem. Fødslen foregår i et vandbassin på stuegulvet og er præget af et godt samarbejde mellem den fødende kvinde, faderen og jordemoderen. Forældrene fortæller, hvorfor de har valgt at føde hjemme, og jordemoderen giver sine begrundelser for at arbejde som privatpraktiserende jordemoder i stedet for på et hospital: det handler om tryghed, nærhed og menneskeligt samvær.